# Costora seposita
Costora seposita är en nattsländeart som beskrevs av Arturs Neboiss 1977. Costora seposita ingår i släktet Costora och familjen Conoesucidae. Inga underarter finns listade i Catalogue of Life.